# Чебоксарське водосховище
Чебоксарське водосховище (рос. Чебоксарское водохранилище) — одне з водоймищ Волзько-Камського каскаду, розташоване на р. Волзі, на територіях Чуваської Республіки, Республіки Марій Ел і Нижньогородської області.
Створене греблею Чебоксарської ГЕС, розташованої в м. Новочебоксарськ (Чуваська Республіка). Заповнено в 1980—1982 рр.. Площа 2190 км², довжина 341 км, найбільша ширина 16 км, глибина до 35 м.
Великі затоки по долинах річок Керженець, Сура, Ветлуга. На Чебоксарському водосховищі — міста Нижній Новгород, Козьмодем'янськ, Чебоксари.